# 이지 (가수)
이지(영문: Lee Ji, 본명: 이지은, 출생: 1987년 9월 1일 ~ )는 대한민국의 트로트 가수이다.

## 개요
이지는 결혼 후 쭉 청주시에 거주하면서 무심천의 아름다운 풍경에 매료되면서 무심천을 주제로 <꽃피는 무심천아>를 직접 작사하여 앨범을 냈다. 현재는 청주시에 거주하고 있다.

## 수상
- MBC ESPN 《영월 한마당》 대상

## 학력
- 석정여자고등학교 관광경영학과 졸업

## 앨범
- 2021.01.22. 정규 <꽃피는 무심천아> 발매, 수록곡 <꽃피는 무심천아>(작사: 이지(이지은), 작곡:문장대, 편곡: 정민), <물들어>, <사랑 참>, <내사랑 그대여>, <오라버니>, <행복한 세상>, <토요일 밤에>, <사랑아>, <아름다운 강산> (장르: 성인가요-트로트)[1]

## 행사
- 2019년 《청남대 가을가요대축제》 특별출연
- 2021.03.10. 문장대가요TV 《나의 애창곡》 초대가수 <아름다운 강산>(이선희)
- 2021.04.10. 문장대가요TV 《나의 애창곡》 초대가수 <러브레터>(주현미)